# Château de Pisany
Le château de Pisany est une ancienne forteresse médiévale. Situé un peu en retrait de la place des Halles, il est l'un des principaux monuments de la commune de Pisany, en Charente-Maritime.

## Historique
Dès 1270, des chartes mentionnent le nom d'Hélie Rabaine, seigneur de Pisany. Probablement élevé un siècle plus tôt à l'emplacement d'une ancienne motte féodale, le château fort de Pisany est durant plusieurs siècles une place stratégique contrôlée par la famille de Rabaine. Au XVe siècle, elle devient la propriété du président du parlement de Bordeaux Arnauld de Tourettes, frère de l'abbé de Sablonceaux Guy de Tourettes. Celui-ci entame une campagne de travaux visant à moderniser l'ancienne forteresse médiévale. 
À sa mort, il lègue la propriété à son neveu Arthus de Vivonne. De l'union de ce dernier avec Catherine de Brémond naît vers 1530 Jean de Vivonne, appelé à devenir plus tard marquis de Pisany (1586), sénéchal de Saintonge, ambassadeur de France à Madrid puis à Rome, chevalier de l'ordre du Saint-Esprit et maréchal de France. En marge de sa carrière politique et diplomatique, il fait fortifier le bourg et modernise le château.
Sa fille Catherine de Vivonne, marquise de Rambouillet et sa petite-fille Julie d'Angennes, duchesse de Montausier, sont des femmes de lettres influentes au XVIIe siècle.
Au siècle suivant, le château est vendu à plusieurs reprises, d'abord à Charles-Auguste Bessier, conseiller du Roi (1737) puis à Jean-Charles de Senecterre (1748). Le château, peu entretenu, est endommagé par la tempête de 1784, puis de nouveau durant la période révolutionnaire. Vendu comme bien national et non entretenu, il tombe partiellement en ruine.

## Architecture
Le château est formé d'un corps de bâtiment épaulé de contreforts. Percé de hautes fenêtres à meneaux, il semble dater du XVe siècle. Une aile perpendiculaire au corps de logis témoigne d'une reconstruction partielle au XVIIe siècle. Il ne subsiste rien de l'ancienne chapelle Sainte-Barbe, relevée en 1657 par Julie d'Angennes après avoir été détruite une première fois durant les guerres de religion.
Le bâtiment est précédé de vestiges du mur d'enceinte et du pavillon d'entrée, autrefois équipé d'un pont-levis. Bien que très remanié au XIXe siècle, le château reste le témoin de l'architecture militaire féodale.

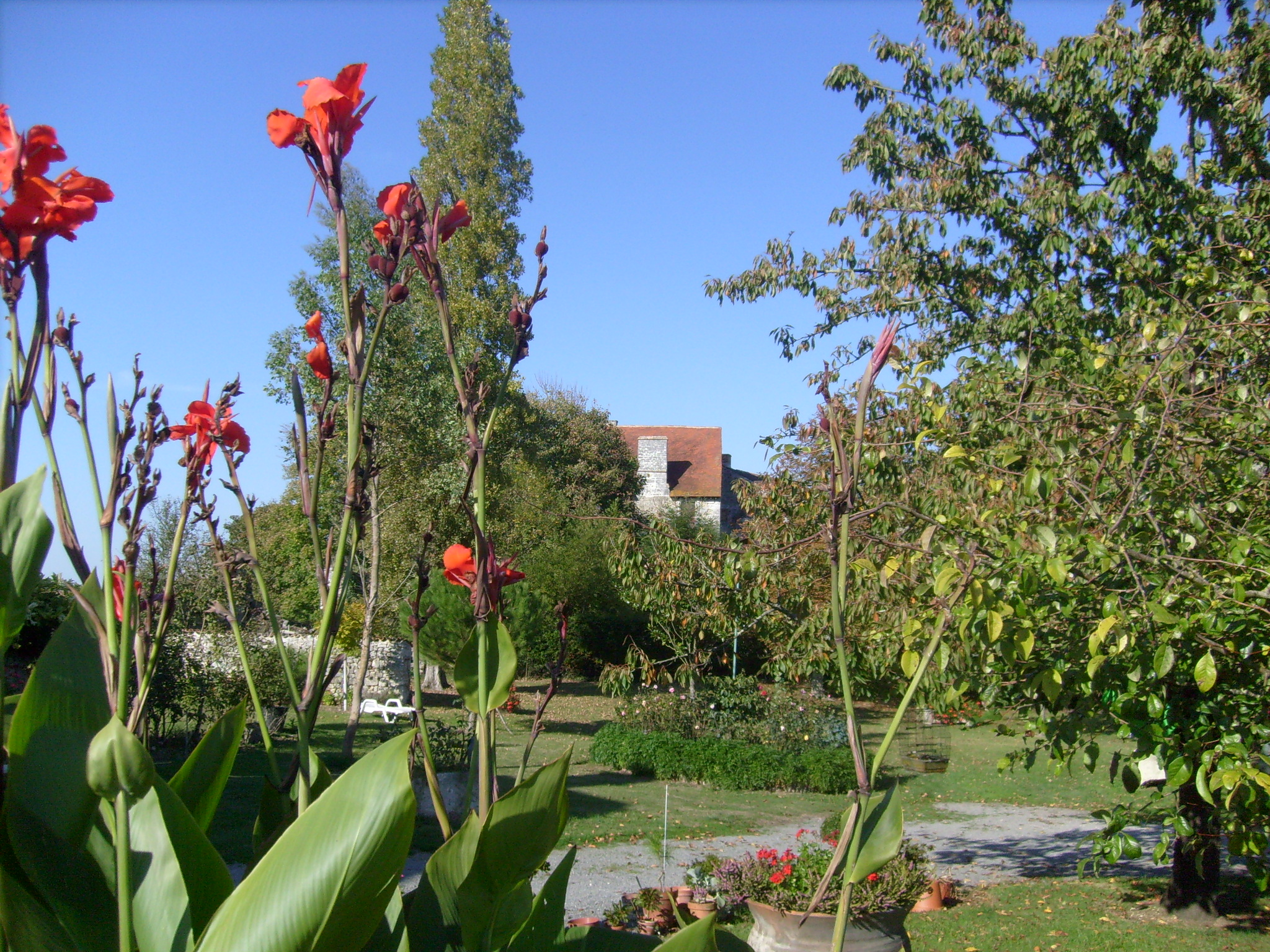